# Černoočene
Černoočene (in bulgaro Черноочене?) è un comune bulgaro situato nel distretto di Kărdžali di 15 373 abitanti (dati 2009). La sede comunale è nella località omonima

## Località
Il comune è formato dall'insieme delle seguenti località:
- Bakalite
- Bărza reka
- Bedrovo
- Bezvodno
- Beli vir
- Besnurka
- Božurci
- Borovsko
- Bosilica
- Bostanci
- Černa niva
- Černoočene (Sede comunale)
- Daskalovo
- Draganovo
- Duška
- Djadovsko
- Gabrovo
- Jabălčeni
- Javorovo
- Jončovo
- Kableškovo
- Kanjak
- Komuniga
- Kopitnik
- Kucovo
- Ljaskovo
- Minzuhar
- Murga
- Nebeska
- Nočevo
- Novi pazar
- Novoselište
- Paničkovo
- Patica
- Pčelarovo
- Petelovo
- Prjaporec
- Rusalina
- Sokolite
- Srednevo
- Sredska
- Stražnica
- Svobodinovo
- Văzel
- Versko
- Vodač
- Vojnovo
- Voždovo

- Železnik
- Ženda
- Žitnica